# Comité Olímpico Sirio
El Comité Olímpico Sirio (árabe: اللجنة الأولمبية السورية) es el Comité Olímpico Nacional de Siria para los Juegos Olímpicos. Es una organización sin fines de lucro que selecciona jugadores y equipos para representar al país, y recauda fondos para enviar a los eventos olímpicos organizados por el Comité Olímpico Internacional (COI).